# Wilson Gómez
Wilson Gómez (Chabás, Santa Fe, Argentina; 25 de enero de 1995) es un futbolista argentino. Juega como extremo izquierdo y su equipo actual es el Club Deportivo FAS de la Primera División de El Salvador.

## Clubes
| Club                          | País        | Año             |
| ----------------------------- | ----------- | --------------- |
| Villa San Carlos              | Argentina   | 2017 - 2018     |
| Chacarita Juniors             | Argentina   | 2018            |
| Comunicaciones (Buenos Aires) | Argentina   | 2019            |
| Villa San Carlos              | Argentina   | 2019 - 2020     |
| Cerro                         | Uruguay     | 2021 - 2022     |
| FAS                           | El Salvador | 2023 - presente |